# كان (إنجلترا)
كان (بالإنجليزية: Calne)‏ تقع في الجنوب الغربي من انكلترة في منطقة ويلتشير(Wiltshire) موقع الريف الإنكليزي الجميل، وهي إحدى المدن النموذجية في انكلترة.

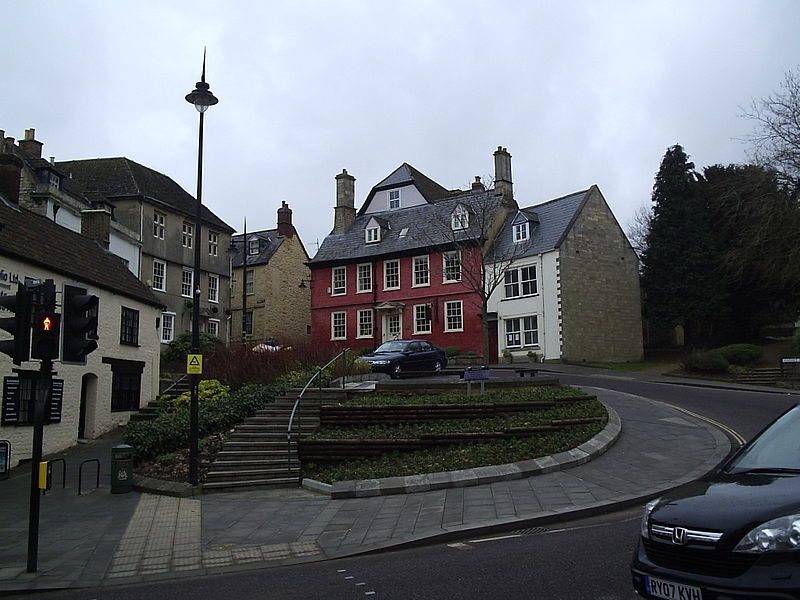
بلدة كان

## التاريخ
المدينة كانت ممثلة في البرلمان الإنكليزي من قبل عضويين منذ عام 1295 ,وهذا ما كان يعطي المدينة اهمية خاصة ومكانة متميزة لدى البلاط الملكي ,في عصر النهضة أصبحت مدينة كان عبارة عن مركز للمصانع الكبيرة حتى عام 1950 حيث اغلقت جميع المصانع فيها وهدمت واعيد بناء المدينة من جديد، تعتبر كان من أقدم الاسواق التاريخية في انكلترة وتبعد عن لندن (London)حوالي ساعتين في السيارة وساعة من مدينة بريستول Bristol)).

## السكان
عدد السكان حوالي 13000 (إحصاء 2008) الكثير منهم من خارج كان ولكن جذبتهم الطبيعة الجميلة المحيطة بها وريفها الهادئ ,والمدينة على مقربة من أكبر مراكز في ويلتشر مثل بريستول Bristol)) وسويندون((Swindon),

## لمحة عن المدينة
يوجد في المدينة مكتبة كبيرة وحديثة ومتحف ومركز لللتراث عدا عن سوق كان القديم والشهير ، وأيضا إلى مؤى العجزة(Almus housing) الذي بني سنة 1682 على يد جون تفنسن (Jhon tavinson) ابن روبرت تفنسن (Robert Tavinson)مؤسس أول ابرشية في المدينة ,بالايضافة إلى مراكز الترفيه المتعددة في المدينة.وأيضا يوجد العديد من الكنأئس والمساجد تمثل بعض الطوائف في المدينة. وعلى بعد ميلين تقريبا من كان تقع قلعة أو حوزة المركيز(Landsdowne's estate) وهي عبارة عن حدائق كبيرة ومتنوعة وملعب وفي وسطها القلعة وهي منكان خاص للمركيز ولكنها مفتوحة للعامة.
إلى الشرق من المدينة هناك احدا مواقع الحصان الأبيض (White Horse) ذو القصة الشهيرة، وهو عبارة عن لوحة كبيرة مرسوم عليها حصان أبيض منحوتة من الطبشور في أعلى التلال منها تلة كان،